# Salifou Yerbanga
 (janvier 2019).
Si vous disposez d'ouvrages ou d'articles de référence ou si vous connaissez des sites web de qualité traitant du thème abordé ici, merci de compléter l'article en donnant les références utiles à sa vérifiabilité et en les liant à la section « Notes et références ».
En pratique : Quelles sources sont attendues ? Comment ajouter mes sources ?
Salifou "Salif" Yerbanga, né le 15 décembre 1989 à Ouahigouya, est un coureur cycliste burkinabé.

## Biographie
En 2013, Salifou Yerbanga représente le Burkina Faso aux championnats d'Afrique de Charm el-Cheikh. L'année suivante, il obtient son premier résultat notable dans le calendrier de l'UCI en terminant huitième d'une épreuve du Challenge du Prince, sur le territoire marocain. 
Lors de la saison 2015, il se révèle en remportant une étape du Tour du Bénin, et du Tour du Faso. Il dispute également les Jeux africains de Brazzaville, où il se classe quatrième du contre-la-montre par équipes et douzième de la course en ligne. Il devient ensuite vice-champion national du Burkina Faso en 2017. La même année, il participe à quelques courses amateurs en France sous les couleurs de l'US Vern.
En 2018, il remporte une étape puis le classement général du Tour du Bénin, devant trois coéquipiers burkinabés. Il finit par ailleurs onzième du Tour de Côte d'Ivoire et douzième du Tour du Sénégal. Trois ans plus tard, il brille de nouveau sur le Tour du Bénin en terminant quatrième du classement général, tout en ayant gagné une étape. 

## Palmarès
- 2015
  - 5e étape du Tour du Bénin
  - 4e étape du Tour du Faso
- 2017
  - 2e du championnat du Burkina Faso sur route
- 2018
  - Tour du Bénin :
    - Classement général
    - 1re étape
- 2021
  - 4e étape du Tour du Bénin

## Classements mondiaux
| Année           | 2014 | 2015 | 2016 | 2017 | 2018 |
| --------------- | ---- | ---- | ---- | ---- | ---- |
| UCI Africa Tour | 200e | 163e |      | 79e  | 259e |